# HD 193896
HD 193896，又名BD-10 5369，SAO 144361、HR 7788，是一颗恒星，视星等为6.3，位于銀經34.55，銀緯-24.7，其B1900.0坐标为赤經20h 17m 34.3s，赤緯-9° -24.7′ 27″。